# Republica Sovietică Socialistă Uzbecă
Republica Sovietică Socialistă Uzbecă a fost numele dat Uzbekistanului cât timp a fost parte a Uniunii Sovietice.
În 1924, frontierele teritoriilor din Asia Centrală au fost schimbate de-a lungul granițelor etnice determinate de Comisarul Poporului pentru Naționalități I. V. Stalin, la ordinul lui Lenin. RSSA Turkestan, Republica Populară Buharan și Republica Populară Horezmian au fost desființate, iar teritoriale au fost împărțite în cinci republici sovietice separate, una dintre ele fiind RSS Uzbecă. În anul următor, RSS Uzbecă a devenit una dintre republicile constituente ale URSS-ului.
RSS Uzbecă cuprindea până în 1929 și RSSA Tadjică, an în care Tadjikistanul a fost ridicat la un statut egal cu cel al celorlalte republici unionale. În 1930, capitala a fost mutată de la Samarkand la Tașkent. În 1936, teritoriul RSS Uzbece a fost mărit prin absorbția RSSA Karakalpak, până în acel moment parte a RSS Kazahă. Teritorii mai mici au fost schimbate între Kazahstan și Uzbekistan după încheierea celui de-al doilea război mondial.
În 1928, a fost declanșat procesul de colectivizare a agriculturii, încheiat pe la mijlocul deceniului al patrulea.
În perioada 1937-38, în timpul epurărilor staliniste, mai mulți cetățeni uzbeci au fost executați sau trimiși în lagărele de muncă ale Gulagului. Printre cei care au fost judecați și executați pentru acuzații false de naționalism a fost și cel dintâi premier Faizullah Hojaev.
În timpul celui de-al doilea război mondial, numeroase unități industriale au fost mutate din zona primejduită din vestului Uniunii Sovietice în RSS Uzbecă. Un mare număr de ruși, ucraineni și persoane de alte naționalități au fost strămutați odată cu instalațiile și fabricile mutate, ceea ce a dus la schimbarea compoziției etnice a republicii. Compoziția etnică a Uzbekistanului a fost și mai mult modificată în urma politicii staliniste de deportare a unor întregi etnii suspectate colaboraționism cu puterile Axei. Printre acești deportați s-au aflat coreenii, tătarii din Crimeea și cecenii.
În timpul guvernării sovietice, islamul a devenit principala țintă a luptei ateiste a autorităților comuniste. Guvernul a închis numeroase moschei și școli religioase, clădirile fiind transformate în muzee ale ateismului sau dându-li-se alte folosințe seculare. Uzbecii care au rămas musulmani practicanți au fost declarați naționaliști, unii dintre ei fiind închiși sau executați. Pe de altă parte, guvernarea comunistă a dus la eliminarea analfabetismului, chiar și în zonele îndepărtate rurale.
În domeniul agriculturii, una dintre cele mai importante și mai catastrofale schimbări a fost inițiativa din deceniul al șaptelea de creștere substanțială a producției de bumbac a țării. Apa necesară pentru irigații a fost luată din râul Amu Darya, ceea ce a dus la dezastrul ecologic din Marea Aral.
Partidul Comunist Uzbek a deținut monopolul politic în republică până în 1990. Primul secretar al partidului a fost în cea mai mare parte a timpului un etnic uzbec. Printre cei mai longevivi conducători s-a numărat Șarof Rașidov (1959 – 1983). Islam Karimov, succesorul lui Rașidov la conducerea Partidului Comunist Uzbec, a devenit liderul comuniștilor rebotezați ca Partidul Democratic al Poporului (PDP), fiind numit președinte al RSS Uzbece în 1990.
Pe 1 septembrie 1991, țara și-a schimbat numele în Republica Uzbekistan, rămânând în mod formal parte a URSS-ului până pe 26 decembrie 1991. După prăbușirea Uniunii Sovietice, Uzbekistanul a devenit o republică independentă. Karimov a condus Uzbekistanul până la moartea sa în 2016. 